# Германско-французские отношения
Германско-французские отношения — двусторонние дипломатические отношения между Германией и Францией. Протяжённость государственной границы между странами составляет 418 км.

## История
Во время Первой и Второй мировой войны Германия и Франция воевали друг против друга. После окончания Второй мировой войны страны начали налаживать сотрудничество, так, в марте 1950 года канцлер ФРГ Конрад Аденауэр объявил о сближении двух стран. Германия и Франция стояли у истоков формирования Европейского союза и до настоящего времени являются сторонниками дальнейших интеграционных процессов в Европе.

## Экономические отношения
Германия является крупнейшим торговым партнером Франции. В 2014 году Германия была крупнейшим импортером французских товаров (на сумму в 70,6 млрд. евро), а также стала крупнейшим экспортером товаров во Францию (85,1 млрд. евро).